# Farnak II. Pontski
Farnak II. Pontski (starogrško Φαρνάκης, latinizirano: Farnákis, latinsko Pharnakes), od leta 63 do 47 pr. n. št. pontski kralj Bosporskega kraljestva, * ni znano, † 47 pr. n. št. 

## Izvor in vladanje
Bil je sin Mitridata VI. Pontskega in očetove sestre Laodikeje. 
Farnak se je leta 63 pr. n. št. uprl svojemu očetu, ki ga je Gnej Pompej izgnal iz Ponta. Mitridat je pobegnil v Bosporsko kraljestvo, kjer je vladal Farnak II. Tam ga je Farnak prisilil, da je v Pantikapeju, danes Kerč na Krimu, naredil samomor. 
Ko je Farnak izročil Pompeju očetovo truplo, je bil priznan za kralja Bosporskega kraljestva. Med nemiri v rimski državljanski vojni med Julijem Cezarjem in Pompejci je Farnak leta 47 pr. n. št. poskušal pridobiti nazaj očetovo Pontsko kraljestvo in bil poražen v bitki z Julijem Cezarjem pri Zeli (Veni, vidi, vici). Farnak je uspel pobegniti, vendar ga je malo kasneje na polotoku Krimu ubil uzurpator Asander. 

## Vira
- Gabelko. O.L., The Dynastic History of the Hellenistic Monarchies of Asia Minor According to Chronography of George Synkellos in Højte, J.M, (ed.), Mithridates VI and the Pontic Kingdom, Black Sea Studies, Vol. 9, Aarhus University Press; ISBN 978-8779344433
- Smith, W (ur.) Dictionary of Greek and Roman Antiquities: Pharnaces II, 1870

| Farnak II. Pontski Mitridatska dinastijaRojen: ni znano Umrl: 47 pr. n. št. |                                                            |                                   |
| Vladarski nazivi                                                            |                                                            |                                   |
| Predhodnik: Mitridat VI. Pontski                                            | Kralj Pontskega kraljestva 63 pr. n. št. – 47 pr. n. št.   | Naslednik: Darij Pontski          |
| Predhodnik: Mitridat I. Bosporski                                           | Kralj Bosporskega kraljestva 63 pr. n. št. – 47 pr. n. št. | Naslednik: Mitridat II. Bosporski |